# John Ganzoni (1er baron Belstead)
Francis John Childs Ganzoni (19 janvier 1882 - 15 août 1958) est un homme politique du Parti conservateur en Angleterre.

## Biographie
Né de Julius Charles Ganzoni et de Mary Frances Childs, il fait ses études à la Tonbridge School et à la Christ Church d'Oxford, où il obtient un Master of Arts en 1906. Cette même année, il devient avocat inscrit à Inner Temple. Le 31 mai 1930, il épouse Gwendolen Gertrude Turner. Il est le père de John Ganzoni (2e baron Belstead).
Ganzoni sert pendant la Première Guerre mondiale avec le 4e bataillon du Suffolk Regiment et devient capitaine. Le 23 mai 1914, il remporte une élection partielle pour devenir député conservateur libéral d'Ipswich, poste qu'il occupe, à l'exception d'une brève période de 1923 à 1924, jusqu'en 1938. Il est président du comité des projets de loi privés de 1923 à 1938. En 1924, il devient Secrétaire parlementaire privé du ministre des Postes, conservant ce poste jusqu'en 1929. Il est sous-lieutenant (DL) de Suffolk.
Ganzoni est fait chevalier lors des honneurs du Nouvel An 1921. Il est créé baronnet d'Ipswich, dans le comté de Suffolk, pour "services politiques et publics" le 30 mars 1929. Il est élevé à la pairie en tant que baron Belstead, d'Ipswich, Suffolk, le 28 janvier 1938. Il est membre de la Royal Geographical Society (FRGS).